# Ejército del Sur del Líbano
El Ejército del Sur del Líbano (en árabe: جيش لبنان الجنوبي, Jaysh Lubnān al-Janūbi.) fue una milicia libanesa, cristiana y proisraelí operativa durante la guerra civil libanesa. A partir de 1979 la milicia operó en el sur del país bajo la autoridad del llamado Gobierno del Líbano Libre de Saad Haddad. La milicia fue apoyada por Israel durante el conflicto del sur del Líbano de 1982-2000 para que luchase contra la Organización para la Liberación de Palestina y Hezbolá. 

## La Guerra Civil y el establecimiento de las milicias en el Líbano
Líbano, tuvo la dudosa distinción de ser el país con las mayores divisiones religiosas y étnicas del mundo árabe. Desde la independencia del país, el poder político así como la jerarquía de las Fuerzas Armadas Libanesas (FAL), habían estado dominados por oficiales de religión cristiana, que acaparaban el poder en un sistema de nepotismo. Los oficiales pertenecientes a otras minorías druso, suní, o chiita no tenían oportunidades de ascender en el escalafón militar. El descontento social generado por esta situación, a la que no eran ajenos los soldados en los cuarteles, generó una fisura en la sociedad libanesa que, con el paso de los años, se fue agrandando cada vez más, creando un clima de violencia política en el país. Esta situación, acabó haciendo proclive al Líbano a verse implicado en la nueva amenaza para la paz de la región, que fue el conflicto árabe-israelí, en el que sus dos vecinos fronterizos, Israel y Siria, se vieron involucrados desde 1948. En el área sur del Líbano, los israelíes organizaban emboscadas contra los guerrilleros palestinos que ocupaban campamentos de refugiados militarizados. Los refugiados palestinos, varados en la zona desde 1948, pronto se convirtieron en una seria molestia para la población civil autóctona, (campesinos cristianos y chiíes). 
En 1970 el Reino de Jordania expulsó a los combatientes de la OLP de Yasser Arafat, el cual se refugió con su mando operativo en el Líbano, donde la infraestructura militar de los palestinos creció frenéticamente. Israel y la OLP sostuvieron choques armados en la zona en los años setenta, y con frecuencia la población civil colindante, sufría los resultados. En 1975 la autoridad del régimen en Beirut, que ya era débil, quedó astillada debido al inicio de la Guerra Civil Libanesa. El conflicto se inició cuando el presidente Suleiman Franyíeh, representante de la minoría cristiana y derechista en su país, ordenó a las Fuerzas Armadas Libanesas (FAL) actuar contra los rebeldes del Movimiento Libanés Nacional (LNM), un grupo progresista de musulmanes sunníes que pretendían imponer reformas. En aquel momento, las Fuerzas Armadas Libanesas estaban en un estado de caos y no se podía asegurar la lealtad de muchas unidades del ejército para llevar a cabo las órdenes del gobierno. La incapacidad de Franyíeh de eliminar al LNM con facilidad brindó al presidente sirio Hafez Al-Asad la ocasión de hacer aumentar el poder y la influencia de Siria en la región a expensas del Líbano, así como también impedir el ascenso de sus rivales suníes del Movimiento Libanés Nacional (LNM) a una posición de poder en la región. 
De este modo, Hafez al-Asad, un alauí, mandó a las tropas sirias cruzar la frontera entre su país y el Líbano en apoyo a la causa de Franyíeh. Con el ambiente volátil en que vivía la nación, libaneses de todas confesiones y lealtades políticas empezaron a perder confianza en las FAL, que acabaron desgajadas en facciones. Las facciones comenzaron a organizar ejércitos sectarios y transformaron el estado en una serie de fortalezas privadas. Para los cristianos, la amenaza más reconocida era la de la OLP y el Frente Rechacista (la alianza de los guerrilleros palestinos más radicales aún que Arafat). En el Este de Beirut y otras zonas dominadas por población cristiana, las milicias más populares eran las Kataeb de la familia Gemayel, los Tigres del expresidente Camille Chamoun, y las Brigadas de Franyieh.

## Nacimiento del movimiento del sur

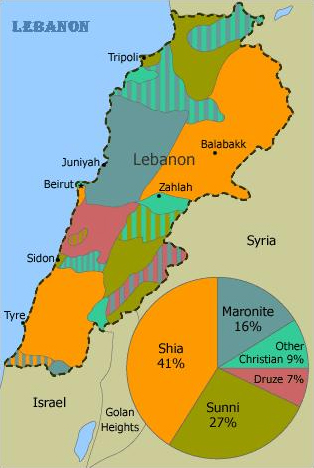
Una proyección de 1991 muestra que los cristianos en el sur del Líbano eran una minoría en relación con los musulmanes suníes y chiíes.

A diferencia de la zona de Beirut, el sur del país era aún más peligroso por la numerosa presencia de bandidos, pistoleros y otros elementos incontrolados junto a las milicias palestinas, que abundaban en la región. Aunque existía una minoría cristiana considerable, ésta solo componía el tercer grupo de influencia en el área. En 1976 el comandante Saád Haddad, un oficial del ejército libanés, declaró la organización de una milicia alternativa en el sur del Líbano compuesta, en un principio, por las tropas de su propio batallón.
Los grupos hostiles a Haddad en el área eran muchos por entonces: Los partidarios de Yasser Arafat tenían tanta fuerza allí, que el apodo del Sur del Líbano en aquellos tiempos era Fatahland («Tierra de Fatah»; derivado del nombre del partido leal a Arafat en la OLP). Al margen de Arafat, palestinos disidentes también mantenían sus propios grupos de guerrilla: los FPLP (original), FDLP, FPLP-CG, As-Saika y otros. Libaneses suníes solían afiliarse a aquellos grupos, o se unían al grupo nasserista Al Murabitún (Los Guardias), lo que reforzaba aún más a Arafat. Los chiíes, tradicionalmente la gente más pobre en el país, formaron el Movimiento Amal (Esperanza) en 1975 bajo el liderazgo del jeque Musa al-Sadr.

## Contactos secretos a través de una frontera "amiga"
Durante el inicio de sus actividades independientes, la unidad del comandante Haddad recibía financiación y suministros del ejército libanés, pero siempre en cantidades insuficientes, por lo que con el paso del tiempo, se vieron forzados a buscar otros patrocinadores. Los guerreros de las FAL, (luego el SLA), siempre estuvieron, de lejos, peor equipados que cualquiera de sus opositores.
El fondo del problema, era la dependencia del gobierno de Beirut, lo que indirectamente era igual a depender de la buena voluntad del Presidente Hafez Al-Asad y el ejército sirio. Los sirios ayudaban a las milicias cristianas, pero también otorgaban armas y patrocinio para Amal, la FPLP-CG, As Saika, la FDLP y otras milicias palestinas. La Liga Árabe había aprobado en 1975 una resolución que validó la presencia de tropas sirias en el Líbano como una fuerza de paz. Haddad, a diferencia de los otros líderes cristianos, se dio cuenta de que la intervención Siria en el conflicto tenía una doble intención real: Mantener la dependencia del gobierno en Beirut del ejército sirio y convertir así al Líbano en un estado títere; y no menos importante, lograr la dominación total de la voluntad palestina para servir a las metas de Al-Asad. Todo esto como parte de un plan para construir una Gran Siria con la que poder dominar Oriente Medio.
Aún se discute cuándo, el SLA comenzó a recibir fondos y suministros clandestinos, (¿desde sus inicios tal vez?), de Israel, a través la frontera sur del país. Lo que si es cierto, es que Israel encontró bastantes razones para mantener vínculos con las FAL,(ahora SLA), e involucrarse en Líbano en 1978. El 11 de marzo de ese año, una escuadra de doce guerreros palestinos de Fatah, se internaron desde el mar por una playa, en la comunidad rural de Ma'agan Mijael en Israel, asesinaron a una turista americana, y secuestraron un autobús público. El secuestro acabó en una carnicería, con 38 personas muertas y otras 71 heridas. Aquel incidente, fue muy humillante para el gobierno de Isaac Rabin, e Israel encargó a las Fuerzas de Defensa Israelíes (FDI) el ejecutar una incursión punitiva hacia el área sur del Líbano, (Fatahland), para vengar el ataque. La maniobra, llamada Operación Litani, tenía como límite el río del mismo nombre. Ejecutada en la semana del 14 al 21 de marzo, la operación militar constituyó un duro golpe contra la hegemonía de la OLP en el Sur. Como resultado de la acción, los palestinos fueron empujados al lado norte del río, y el SLA tomó control de sus posiciones estratégicas tras la retirada israelí.
Las relaciones entre el SLA e Israel, aunque aún oficialmente secretas, causaron gran agitación en el Líbano y en los círculos árabes. En 1979, el comandante Haddad fue expulsado del ejército libanés y el gobierno de Elias Sarkis, sucesor de Franyíeh, le declaró un traidor y un colaboracionista de Israel. Haddad, por su parte, vio su expulsión como una traición más: Sarkis era un cristiano que estaba dispuesto a castigar a sus propios correligionarios para contentar a sus amos sirios. Haddad, en respuesta, se declaró jefe del nuevo Gobierno del Líbano Libre, con su Cuartel General en la población rural de Maryaiún cerca de la frontera con Israel.

## Guerra total
En junio de 1982 el militante palestino Abu Nidal y su facción palestina Fatah-RC intentaron asesinar al embajador israelí en Londres Shlomo Argov. A pesar de que Argov sobrevivió al atentado, Israel decidió vengar el intento con una nueva invasión del Líbano, nombrando, a partir de ahora, a Arafat como responsable de cada incidente de terrorismo perpetrado contra sus ciudadanos.
La maniobra, llamada Operación Paz para Galilea, empezó en el 5 de junio, dos días después del atentado contra Argov. Aquel, fue el inicio de una asociación de 18 años entre el SLA y sus aliados israelíes. Israel aportó equipo, armamento, asesores militares y creó infraestructuras para reforzar a las fuerzas del SLA.

## Ante el ojo mundial
La imagen del SLA se vio ensuciada por muchos incidentes en los que la población civil sufrió violaciones de sus derechos humanos básicos. En 1982 Israel estableció una alianza incómoda con las Falanges Libanesas, el partido asociado con la familia maronita Gemayel. El 16 de septiembre de 1982, tras el asesinato del presidente electo del Líbano Bashir Gemayel, militantes falangistas tomaron el control de los campamentos de refugiados palestinos de Sabra y Chatila en el área fronteriza al borde de los enfrentados sectores oriental, (cristiano) y occidental, (musulmán) de Beirut, matando a cientos de refugiados palestinos. (Masacre de Sabra y Chatila).
Aunque las masacres de Sabra y Chatila no fueron asociadas al SLA, otras atrocidades si dieron un aire de salvajismo brutal a la imagen del grupo en la prensa internacional. En vez de cortar el nivel de violencia en el país, la presencia de Israel en el Sur solo añadió otro factor a la mezcla volátil en la región. Siria, por su parte, se aprovechó de la Zona de Seguridad creada en el Sur por Israel, como una justificación para conservar el control de su propio sector de ocupación dentro del estado Libanés. A mediados de los años ochenta, con el ascenso de la República Islámica de Irán como una potencia política, un nuevo grupo apareció en el sur, Hezbolá (el Partido de Dios). Hezbolá, una milicia chiita de tendencia antioccidental que poco a poco fue reemplazando a sus rivales Amal y a los guerrilleros palestinos como el opositor primario a Israel en el Sur. Los Chiíes se habían cansado finalmente de recibir solo limosnas en el reparto del poder que tradicionalmente existía en la sociedad libanesa. Para contener la creciente fuerza chiita en el área, Israel y el SLA construyeron en 1985 la cárcel militar de Khiam.

## 1982-2000
A lo largo de los años ochenta, el ejército israelí y el SLA pasaron apuros para destruir tanto de la infraestructura de la OLP en la región como les fue posible, al mismo tiempo que intentaban reprimir las acciones de Hezbolá y Amal en la zona de seguridad al sur del río Litani. Saád Haddad murió en 1984, para ser reemplazado por el general Antonie Lahad. En 1983 Yasir Arafat se retiró del Líbano tras asedios continuos contra sus fuerzas en Beirut (por Israel), y aunque regresó en 1985, otro asedio por parte de fuerzas del Movimiento Amal y sus aliados de Siria lo expulsaron del país definitivamente. No existen estadísticas independientes respecto al número exacto de bajas del SLA durante el conflicto entero. Sus tropas participaron en cada acción militar en la zona de seguridad contra Hezbolá, y se ganaron la admiración de muchos comandantes israelíes debido a su coraje y su voluntad de lucha. Era característico del SLA su voluntad de sufrir muchas bajas para triunfar en la causa de establecer una patria segura para los cristianos en la zona.

## Retirada de Israel y caída de la zona de seguridad
En los años 1993 y 1996 Israel inició varias maniobras centradas en debilitar a las fuerzas de Hezbolá sin éxito. Desde el inicio de las operaciones en 1982, Israel había establecido pactos con Haddad y luego con Lahad, prometiendo que la meta de Israel era la de establecer una zona pacífica en la región, donde los cristianos pudieran vivir sin amenazas sectarias, y los israelíes no debieran temer ataques de artillería palestinos. Hasta 1999 nada había cambiado en éste aspecto, ni siquiera con el reemplazo de los partisanos de Fatah por los de Hezbolá. Pero en aquel año, el excomandante de estado mayor de la FDI Ehud Barak se presentó como candidato a primer ministro contra el titular del cargo Benjamín Netanyahu promoviendo la política de "terminar" el papel israelí en Líbano. Muchos israelíes ya estaban hartos de la guerra y veían en ella la versión israelí de la Guerra de Vietnam.
Barak ganó en las elecciones con un triunfo aplastante, y en uno de sus primeros discursos afirmó que Israel debía retroceder en el Líbano, abandonando hasta la última pulgada de suelo ocupado, estableciendo como fecha de entrega el 7 de julio de 2000.

## Disolución caótica
De hecho, Barak no esperó hasta la fecha anunciada, haciendo efectiva la retirada el 25 de mayo. En vez de coordinar la salida con Lahad, los israelíes abandonaron el Líbano sin preocuparse en absoluto del destino de las tropas del SLA, ni de sus familias y propiedades. El plan, orientado a buscar una salida de las tropas israelíes de la región, hacía caso omiso del hecho de que, sin el apoyo y la financiación israelíes, las unidades del SLA no podrían resistir una ofensiva a fondo de Hezbolá, que conservaba su apoyo por parte de Siria e Irán. Muchos guerreros de la organización desertaron llevados por el pánico, mientras que otros terminaron rindiéndose a sus antiguos enemigos.

## Los veteranos
La mayoría de los miembros SLA que se quedaron en Líbano fueron encarcelados, variando sus condenas entre unos pocos meses de cárcel (por lo general) hasta cadenas perpetuas impuestas a miembros destacados. Muchos otros cruzaron la frontera hacia Israel junto a sus familias y algunos pudieron hacerse ciudadanos israelíes.